# Gaius Volasenna Severus
Gaius Volasenna Severus war ein römischer Senator des 1. Jahrhunderts n. Chr.
Volasenna Severus, ein homo novus, stammte vermutlich aus einer etruskischen Familie, wahrscheinlich aus Volterra. Ein Verwandter, vermutlich sein Bruder, war Publius Volasenna, Prokonsul der Provinz Asia, zwischen 62 und 65.
Volasenna Severus war zusammen mit Gnaeus Hosidius Geta von November bis Dezember des Jahres 47 Suffektkonsul.